# ريك ومورتي
ريك ومورتي (بالإنجليزية: Rick and Morty) مسلسل رسوم متحركة كوميدي أمريكي، أعدهُ جستن رويلاند ودان هارمون لشبكة كارتون نتورك ليعرض في فقرة البرامج المسائية على قناة ادلت سويم. يُتابع المُسلسل مغامرات العالم المجنون الساخر ومدمن الكحول ريك سانشيز وحفيدهُ مورتي. يؤدي أصوات الشخصيات جستن رويلاند، كريس بارنيل، سبينسر غرامر، وسارة تشالك. عرض لأول مرة في 2 ديسمبر، 2013.
بدأت فكرة المسلسل من فيلم كوميدي قصير مبني على قصة فيلم العودة إلى المستقبل بعنوان «مغامرات دوك ومارتي الحقيقية» الذي أعدهُ رويلاند وعرض في مهرجان «تشانيل 101» للأفلام القصيرة. عندما طلبت قناة أدلت سويم من دان هارمون اعداد برنامج تلفزيوني قرر ورويلاند اعداد مسلسل تلفزيوني مبني على الفيلم القصير مع إجراء بعض التعديلات.
في يناير 2014، جُدد المسلسل لموسم ثاني بدأ عرضه في 26 يوليو، 2015. في أغسطس 2015، جددت قناة ادلت سويم المسلسل لموسم ثالث، من عشرة حلقات، عُرضت حلقتهُ الأولى في 1 أبريل، 2017. وحصل على إشادة من النقاد لأصالة المحتوى والحس الفكاهي

## الموسم الرابع
بعد انتهاء الموسم الثالث من المسلسل، أعلانا المبدعين بضمان دان هارمون وجستن رويلاند أنه سيكون هناك العديد من مواسم أخرى من ريك ومورتي في المستقبل، بحيث تكون قادرة على التركيز على المسلسل وتقليل مشاركتهم في مشاريع أخرى بالإضافة إلى ذلك، أعلن هارمون عن رغبته في أن يتكون الموسم الرابع القادم من أكثر من عشر حلقات في مايو 2018 بعد مفاوضات عقود طويلة، أعلنت شركة أدلت سويم عن صفقة طويلة الأجل مع المبدعين، حيث طلبت 70 حلقة جديدة على عدد غير معروف من المواسم، في مقابلة أجريت في يونيو 2018 مع Polygon ، كان جستن رويلاند واثقًا من أن صفقة التجديد الكبيرة هذه ستسمح للمبدعين بتقليل الفجوات بين المواسم، حيث سيتمكنون من جدولة وقتهم حول العرض و «الحفاظ على الجهاز مستمرًا.» في مايو 2019 ، في عرض وارنر ميديا المقدم لعام 2019، تم الإعلان عن الموسم الرابع من ريك ومورتي لأول مرة في نوفمبر 2019، وتم عرضه لأول مرة في 10 نوفمبر 2019، في مقابلة أجريت في يوليو 2019 مع مجلة إنترتينمنت ويكلي، أكد رويلاند أن الموسم الرابع سيتألف من عشر حلقات.

## قصة المسلسل
تتمحور قصة المسلسل حول مغامرات عائلة سميث المكونة من ريك سانشيز، عالم عبقري مجنون ومدمن كحول، مورتي سميث حفيد ريك المراهق ذو الأربعة عشر عام، سمر سميث؛ شقيقة مورتي ذو السابعة عشر، بيث سميث؛ ابنة ريك والدة مورتي وسمر، طبيبة حيوانات جراحية؛ جيري سميث، زوج بيث، رجل بسيط مهزوز الثقة غالباً ما يختلف مع ريك.
تدور أحداث المسلسل في أكوان متعددة، تتنقل شخصيات المسلسل عبر الأكوان المتعددة عن طريق مركبة ريك الطائرة أو عبر جهاز ريك الذي يفتح أبواباً عبرالأكوان.

## الشخصيات

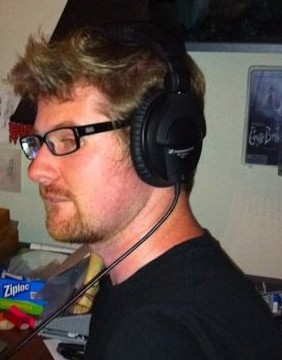
جستن رويلاند

### شخصيات رئيسية
- ريك سانشيز (صوت؛ جستن رويلاند[5]) – عالم مدمن على الكحول، والد بيث وجد مورتي وسمر
- مورتيمر «مورتي» سميث، الابن (صوت؛ جستن رويلاند[5]) – حفيد ريك المراهق ذو الرابعة عشرة دائماً ما يشارك جدهُ ريك في مغامراته
- بيث سميث (صوت؛ سارة تشالك[5]) – ابنة ريك، زوجة جيري ووالدة كل من مورتي وسمر
- جيري سميث (صوت؛ كريس بارنيل[5]) – والد مورتي وسمر وزوج بيث
- سمر سميث (صوت؛ سبينسر غرامر[5]) – اخت مورتي الكبرى

## الحلقات

### نظرة عامة
مقالة مفصلة: قائمة حلقات ريك ومورتي
| الموسم | الموسم | عدد الحلقات | تاريخ البث الأصلي | تاريخ البث الأصلي |
| الموسم | الموسم | عدد الحلقات | أول عرض           | آخر عرض           |
| ------ | ------ | ----------- | ----------------- | ----------------- |
|        | 1      | 11          | 2 ديسمبر 2013     | 14 أبريل 2014     |
|        | 2      | 10          | 26 يوليو 2015     | 4 أكتوبر 2015     |
|        | 3      | 10          | 1 أبريل 2017      | 1 أكتوبر 2017     |
|        | 4      | 10          | 10 نوفمبر 2019    | 31 مايو 2019      |
|        | 5      | 10          | 20 يونيو 2021     | 5 سبتمبر 2021     |
|        | 6      | 10          | 4 سبتمبر 2022     | 11 ديسمبر 2022    |
|        | 7      | 10          | 15 أكتوبر 2023    | 17 ديسمبر 2023    |
|        | 8      | 10          | 25 مايو 2025      | 27 يوليو 2025     |

## الإصدار والإستقبال
أعلنت قناة ادلت سويم عن المسلسل في عام 2012. وطلبت القناة موسم أول من 10 حلقات تمتد لنصف ساعة. أكدت القناة على تويتر بأنها جددت المسلسل لموسم ثان، بدأ عرضهُ في 26 يوليو، 2015.

### الإستقبال النقدي
حصل مسلسل ريك ومورتي على إستحسان النقاد حيث حصل على تصنيف 100% على موقع الطماطم الفاسدة. كما حصل على تصنيف 85 من 100 على موقع ميتاكريتك.

### الإصدار المنزلي
صدر الموسم الأول من مسلسل ريك ومورتي على قرص مدمج بنوعي (دي في دي، وقرص بلو راي) في 7 أكتوبر، 2014. قبل صدور الموسم الأول أعلن جستن رويلاند بأنه سيحتوي على الصوت الأصلي كاملاً بدون تقطيع. صدر الموسم الثاني من المسلسل في 7 يونيو، 2016.
| الموسم | العنوان                                   | عدد الحلقات | تاريخ الإصدار  | مرجع   |
| ------ | ----------------------------------------- | ----------- | -------------- | ------ |
| 1      | Rick And Morty: The Complete First Season | 11          | 7 أكتوبر، 2014 | [ 14 ] |
| 2      | Rick And Morty: Season 2                  | 10          | 7 يونيو، 2016  | [ 15 ] |

## الجوائز والترشيحات
| السنة | الجائزة                | الفئة                    | المرشحين          | النتائج | مرجع   |
| ----- | ---------------------- | ------------------------ | ----------------- | ------- | ------ |
| 2015  | جوائز آني              | أفضل مسلسل رسوم متحركة   | مسلسل؛ ريك ومورتي | رُشِّح     | [ 16 ] |
| 2017  | جوائز اختيار المراهقين | اختيار مسلسل رسوم متحركة | مسلسل؛ ريك ومورتي | رُشِّح     | [ 17 ] |

## أعمال أخرى

### السينما والتلفاز
- في عام 2015، أطلقت سلسلة مطاعم هارديز/كارل جونيور إعلاناً تلفزيونياً ظهر فيه ريك وهو يجلب برغر حيّ إلى غرفة مورتي وهو نائم.[18]
- في عام 2015، ظهر ريك ومورتي في الحلقة الثانية والعشرون من الموسم السادس والعشرون من مسلسل الرسوم المتحركة عائلة سيمبسونز.[19]

### القصص المصورة
- في عام 2014، وفي مؤتمر نيويورك كوميك كون أعلن جيمس لوكاس، عن إطلاق سلسلة قصص مصورة من ريك ومورتي في بداية عام 2015.[20] في 1 أبريل، 2015، صدر أول عدد من سلسلة القصص المصورة بعنوان "!BAM".[21][22][23]

### ألعاب الفيديو
- في ديسمبر، 2014، أطلقت لعبة بعنوان "Rick and Morty: Jerry's Game" لأجهزة الهواتف الذكية بنظامي "iOS" وأندرويد. واللعبة مبنية على لعبة للمحمول ظهرت على هاتف جيري في أحد الحلقات.[24][25]

- سنة 2014 صدرت لعبة مغامرة على موقع "adult swim" بعنوان "Rick and Morty's Rushed Licensed Adventure".[26]
- "Pocket Mortys" هي لعبة ساخرة مقلدة لألعاب بوكيمون، تجري أحداثها في مجرة "Rickstaverse" والتي ظهرت في المسلسل.[27] صدرت اللعبة من طرف "Adult Swim" يوم 13 يونيو 2016 وهي مجانية.[28] تركز اللعبة على نسخ أخرى من ريك ومورتي بدل النسختين اللتبن يتمركز حولهما البرنامج، كما انها مشابهة لحد كبير لألعاب بوكيمون، بحيث يمكن فيها إمساك عدة نسخ من مورتي «ضارية» وجعلها تتعارك مع عدة مخلوقات فضائية ونسخ من ريك وجيري.
- تم الإعلان عن لعبة "Rick and Morty: Virtual Rick-ality" يوم 15 يونيو 2016 وصدرت يوم 20 أبريل 2017 على نظام ويندوز ويوم 10 أبريل 2018 على البلايستايشن 4،[29] وهي لعبة تعمل بتقنية الواقع الافتراضي لجهازي "HTC Vive" و "Oculus Rift". طورها "Owlchemy Labs" نفس مطوري لعبة محاكي العمل (بالإنجليزية: Job Sumulator).[30][31]

## وصلات خارجية
- الموقع الرسمي
- ريك ومورتي على موقع IMDb (الإنجليزية)
- ريك ومورتي على موقع ميتاكريتيك (الإنجليزية)
- ريك ومورتي على موقع روتن توميتوز (الإنجليزية)
- ريك ومورتي على موقع نتفليكس (الإنجليزية)
- ريك ومورتي على موقع ميوزك برينز (الإنجليزية)
- ريك ومورتي على موقع كينوبويسك (الروسية)
- ريك ومورتي على موقع ألو سيني (الفرنسية)
- ريك ومورتي على موقع قاعدة بيانات الفيلم (الإنجليزية)